# Martin Jönsson-Niedziółka
Martin Anders Jönsson-Niedziółka – szwedzki i polski fizyk i chemik, profesor w dziedzinie nauk ścisłych i przyrodniczych, dr hab. nauk chemicznych, profesor Instytutu Chemii Fizycznej Polskiej Akademii Nauk.

## Życiorys
Obronił pracę doktorską, 13 kwietnia 2015 habilitował się na podstawie rozprawy zatytułowanej Enzymatyczna redukcja ditlenu na elektrodach modyfikowanych nanorurkami węglowymi. Jest profesorem w Instytucie Chemii Fizycznej Polskiej Akademii Nauk. 18 marca 2024 uzyskał tytuł profesora w dziedzinie nauk ścisłych i przyrodniczych.